# Flygsfors/Gadderås IF
Flygsfors/Gadderås IF är en svensk idrottsförening som grundades år 1942 genom sammanslagningen av föreningarna i de båda glasbruksorterna Flygsfors och Gadderås. Idrottsplatsen där föreningen har sin verksamhet heter Flöget och invigdes 1946, mitt mellan de båda orterna för att det skulle vara rättvist.
Flygsfors / Gadderås IF har två seniorlag i seriespel:
- A-laget spelar i division 5 (Fotboll)
- B-laget spelar i reserv B (Fotboll)